# Pieśń kata (film)
Pieśń kata (ang. The Executioner's Song) − amerykański biograficzny film telewizyjny z 1982 roku. Film jest adaptacją powieści Normana Mailera o tym samym tytule, opartej na prawdziwej historii mordercy Gary'ego Marka Gilmore'a.

## Główne role
- Tommy Lee Jones - Gary Gilmore
- Eli Wallach - wuj Vern Damico
- Jenny Wright - April Baker
- Mary Ethel - Gregory Ida Damico
- John Dennis Johnston - Jimmy
- Walter Olkewicz - Pete Galovan
- Pat Corley - Val Conlan
- Christine Lahti - Brenda Nicol
- Richard Venture - Earl Dourius
- Steven Keats - Larry Samuels
- Rosanna Arquette - Nicole Baker
- Rance Howard - Lt. Nelson